# 阿列克謝耶夫斯科耶 (韃靼斯坦共和國)
阿列克谢耶夫斯科耶（羅馬化：Alekseyevskoye）是俄罗斯鞑靼斯坦共和国的市级镇，为阿列克谢耶夫斯科耶区行政中心及规模最大聚居地。地处鞑靼斯坦共和国中西部，位于卡马河汇入伏尔加河处的古比雪夫水库沿岸，在共和国首府喀山东南方。经喀山、奥伦堡等地通往俄哈边境的R239公路经过该镇。
1965年设市级镇。该地2022年人口有11,695人；2010年人口11,224；2002年人口9,720；1989年人口8,146。